# 朱載塐
臨清溫懿王朱載塐（16世紀—1574年），明朝德藩第一代臨清王，德懷王朱厚燉的庶第三子。

## 生平
嘉靖二十一年（1542年）十二月，封臨清王。
萬曆二年（1574年），朱載塐去世，諡號溫懿。三年後，嫡長子朱翊鋑襲爵。

## 家庭

### 妻
- 趙氏，濟南府生員趙應奎女，嘉靖二十七年（1548年）十二月冊為臨清王妃[4]。

### 子
- 嫡長子：臨清僖順王朱翊鋑
- 嫡第二子：夭折[5]